# Богословка (Усть-Тарцький район)
Богословка (рос. Богословка) — присілок у Усть-Тарцькому районі Новосибірської області Російської Федерації.
Входить до складу муніципального утворення Усть-Тарцька сільрада. Населення становить 315 осіб (2010).

## Історія
Згідно із законом від 2 червня 2004 року органом місцевого самоврядування є Усть-Тарцька сільрада.

## Населення
| 2002 | 2007 | 2010 |
| ---- | ---- | ---- |
| 357  | ↘324 | ↘315 |